# Harold e l'automobile
Harold e l'automobile (Get Out and Get Under) è un film comico muto di Hal Roach con Harold Lloyd.

## Trama
Un ragazzo (Harold Lloyd) si sta facendo fotografare per dare il suo ritratto alla ragazza (Mildred Davis) che ama e di cui intende chiedere la mano. Mostra, quindi, la foto della ragazza al fotografo il quale, a sua volta, gli fa vedere un'altra foto della stessa ragazza, vestita da sposa ed accanto ad un altro giovanotto, anch'egli in abito da cerimonia, dicendogli che i due giovani si sposeranno quello stesso giorno alle 12.00. Il ragazzo, allora, Si precipita, correndo alla chiesa ma arriva troppo tardi. I due sposi, infatti, ne stanno uscendo in quel momento e il ragazzo si siede triste sulla scalinata della chiesa. In realtà, però, si è trattato solo di un sogno e il ragazzo sta dormendo nel proprio letto. Viene svegliato dal trillo del telefono: è la ragazza che gli ricorda che si deve recare, al più presto, al teatro, portando il proprio costume, per interpretare l'importante ruolo del Principe Mascherato nella rappresentazione che sta per iniziare. Così, mentre il ragazzo si prepara, in teatro la ragazza lo aspetta in compagnia di Ferdie (Fred McPherson), proprio il giovanotto che, nel sogno, la sposava. Il ragazzo prende la sua preziosa automobile dal garage ma ingrana la marcia indietro per errore e distrugge la parete del garage nonché l'orto curatissimo del vicino. Al volante dell'amata vettura si gode con calma il tragitto verso il teatro, riuscendo a far cadere e recuperare un paio di volte la valigia contenente il costume di scena. Come se non bastasse, ad un certo punto l'auto si ferma e ci vuole parecchio tempo ed altre peripezie, anche a causa di un ragazzino impertinente, per farla ripartire. Per rifarsi del tempo perduto, il giovanotto lancia l'auto a tutta velocità e riesce a malapena ad evitare alcuni incidenti con altre auto, poi attraversa un corteo ed, infine, finisce su un carro ferroviario in movimento. Dopo un po', appena il treno si ferma, degli operai in malo modo scaricano l'auto dal treno. Il ragazzo riparte di corsa per raggiungere il teatro dove, ormai, la recita sta per terminare. Infrangendo ogni limite di velocità viene inseguito da alcuni agenti in motocicletta ma riesce, con astuzia a seminarli. Finalmente, giunge al teatro dove il suo rivale, però, lo ha sostituito, recitando al suo posto ma fa in modo di allontanarlo e si presenta sul palcoscenico, accanto alla ragazza in tempo per prendersi l'applauso finale del pubblico. Quando il pubblico chiede all'attore di togliersi la maschera, il ragazzo lo fa, mostrando il suo volto non solo agli spettatori ma anche alla ragazza che felice, crede che il suo innamorato sia arrivato in tempo e che sia stato lui ad aver interpretato il ruolo del protagonista per tutto il tempo ed anche in modo eccellente. Riconquistatala, il ragazzo esce con lei dal teatro e insieme salgono in auto, mette in moto ma l'auto non si avvia perché è incatenata ad un idrante. Giunge, nel frattempo, un gruppo di persone elegantemente vestite che prendono a ridere vedendo la scena. Il ragazzo non se ne cura ed accelerando al massimo riesce a far partire il veicolo, sradicando l'idrante ed inzuppando il gruppetto di persone che lo derideva.